# Racemetorfan
Racemetorfan, summaformel C18H25NO, är ett hostlindrande medel som tillhör gruppen opioider, patenterat 1954 av läkemedelsfirman Hoffman-La Roche. Racemetorfan är ett racemat av dextrometorfan och levometorfan, där den senare har den narkotiska effekten.
Racemetorfan, dextrometorfan och levometorfan är alla narkotikaklassade. Racemetorfan och levometorfan ingår i förteckningen N I i 1961 års allmänna narkotikakonvention, samt i förteckning II i Sverige, medan dextrometorfan enbart ingår i den svenska förteckning V.
|  |  |